# Habíb Elghanian
Hadž Habíb Elghanian (persky: حبیب القانیان, či též Habíb Elkániján; 1909 – 9. května 1979) byl íránský židovský podnikatel, multimilionář, filantrop a vůdce íránské židovské komunity. Po íránské islámské revoluci byl v zinscenovaném procesu odsouzen k trestu smrti pro obvinění ze špionáže pro Izrael, velezrady a spiknutí a stal se prvním civilistou, „který byl souzen a postaven před popravčí četu z rozkazu revolučního tribunálu.“
Jeho jméno se v roce 2010 objevilo v souvislosti s virem Stuxnet, který v září téhož roku napadl mimo jiné íránské jaderné reaktory. Počítačoví experti ze společnosti Symantec totiž v kódu viru nalezli číslo „05091979“, které je možná odkazem k datu Elghanianovy popravy. Tato interpretace, společně s šifrovaným odkazem na biblickou královnu Ester (viz kniha Ester), je pokládána za indicii, že za vytvořením viru stojí izraelští armádní počítačoví experti.

## Biografie
Narodil se v Teheránu za vlády Kadžárovské dynastie. V roce 1959 založil společnost Plasco, která se postupně stala největším a technologicky nejvyspělejším výrobcem plastů v Íránu. Elghanian sehrál 60. a 70. letech významnou roli v přínosu západních technologií do Íránu v době, kdy se země za vlády Šáha Rézy Pahlavího vyvíjela progresivně kupředu v řadě oblastí (kulturní, společenské, technologické).
Dne 16. března 1979, jen několik týdnů po dokončení íránské islámské revoluce, byl Elghanian zatčen vládou a obviněn z „korupce“, „kontaktů s Izraelem a sionisty“, „přátelství s nepřáteli Boha“, „válčení s Bohem a jeho vyslanci“ a „ekonomického imperialismu“. Byl souzen islámským revolučním tribunálem, odsouzen k trestu smrti a zastřelen popravčí četou.